# John Fenning
John Reginald Keith Fenning (Fulham, 23 giugno 1885 – Coventry, 3 gennaio 1955) è stato un canottiere britannico.
Ha vinto due medaglie olimpiche nel canottaggio, entrambe alle Olimpiadi 1908 svoltesi a Londra, in particolare una medaglia d'oro nel due senza maschile e una medaglia d'argento nel quattro senza maschile.